# Linux Documentation Project
Linux Documentation Project (Projekt Dokumentacji Linuksa, w skrócie LDP lub TLDP) – projekt mający na celu wypracowanie jednolitej i obszernej dokumentacji wolnego systemu operacyjnego Linux. Projekt dokumentacji systemu Linux został zapoczątkowany przez Matta Welsha w 1992 r. niedługo po pierwszym szerokim wydaniu samego Linuksa. Zawierał kompletny zestaw podręczników, dokumentacje HOWTO, FAQ i man do systemu. Niektóre z tych dokumentów mają zaledwie jedną stronę, inne są wielkości książki. Największe z nich dostępne są zazwyczaj w formie książkowej w wydawnictwie O'Reilly. Kolekcja stron z dokumentacji często stanowiły podstawy podręczników Linux Biblia czy Linux Encyklopedia.
LDP pierwotnie pojawił się w roku jako serwer FTP z dokumentacją; w 1993 roku trafił do sieci WWW hostowany przez MetaLab.  Ostatni podręcznik został dodany w marcu 2014.